# Paspartu
Paspartu (od franc. passepartout, passer=prolaziti, partout=svuda) je okvir od kartona ili ljepenke koji se koristi za obrubljivanje slika. Prvenstvena namjena mu je sprječavanje dodira stakla i slike, a služi i kao način povećanja vizualne privlačnosti slike. Praktičan je jer se njime veličina slike lako pripaše većem okviru. Daljnja korist je da se upotrebom paspartua slika štiti od štetnog utjecaja isparavanja iz drva okvira.  Može se izrađivati ručno ili strojno, štancanjem.

## Vanjske poveznice
- Paspartu Leksikografski zavod Miroslav Krleža (pristupljeno 27. ožujka 2014.)